# Kōsei Shibasaki
Kōsei Shibasaki (japanisch 柴崎 晃誠 Shibasaki Kōsei; * 28. August 1984 in Kunimi-yama, Präfektur Nagasaki) ist ein japanischer Fußballspieler.

## Karriere
Shibasaki erlernte das Fußballspielen in der Universitätsmannschaft der Kokushikan-Universität. Seinen ersten Vertrag unterschrieb er 2007 bei Tokyo Verdy. Der Verein spielte in der zweithöchsten Liga des Landes, der J2 League. 2007 wurde er mit dem Verein Vizemeister der J2 League und stieg in die J1 League auf. Am Ende der Saison 2008 stieg der Verein wieder in die J2 League ab. Für den Verein absolvierte er 109 Erstligaspiele. 2011 wechselte er zum Erstligisten Kawasaki Frontale. Für den Verein absolvierte er 39 Erstligaspiele. Im Juli 2012 wechselte er zum Zweitligisten Tokyo Verdy. Für den Verein absolvierte er 13 Ligaspiele. 2013 wechselte er zum Ligakonkurrenten Tokushima Vortis. Für den Verein absolvierte er 38 Ligaspiele. 2014 wechselte er zum Erstligisten Sanfrecce Hiroshima. Mit dem Verein wurde er 2015 japanischer Meister. Am 22. Oktober 2022 stand er mit Hiroshima im Endspiel des Japanischen Ligapokals. Hier besiegte man Cerezo Osaka mit 2:1.

## Erfolge
Sanfrecce Hiroshima
- Japanischer Meister: 2015
- Japanischer Vizemeister: 2018
- Japanischer Supercupsieger: 2014, 2016
- Japanischer Ligapokalsieger: 2022